# Кулябское бекство
Куля́бское бе́кство или Кулябский вилайет (узб. Koʻlob bekligi (viloyati) / Кўлоб биклиги (вилояти); тадж. Бекигарии Кӯлоб)
— административная единица в составе Бухарского ханства, на территории современного Таджикистана. Административным центром являлся Куляб.
Название древнего вилайета Хутталян с XVI века.

## Название
В XVI веке, под властью узбекской династии Шейбанидов название Хуттал для вилайета был вытеснен названием Куляб, благодаря изменению его столицы из Хульбуга в Куляб. Но ещё во время правления Аштарханидов, в сочинении Махмуда ибн Вели «Бахр ал-асрар» (начато в октябре 1634 года), вилайет называется Хутталяном и название Куляб упоминается уже в «Убайдулла-наме», в истории аштарханидского Убайдулла-хана II (1702—1711) — сочинении, которое было начато ещё при жизни хана.
По предположению Ахмедова, новое название вилайета «Куляб» возникло при узбекской династии Мангытов.

## География
Кулябское бекство располагалось на правом берегу Амударьи, в бассейне Куляб-Дарьи или Аксу (река в верхнем течении Бартанга), небольшого правого притока Амударьи, на волнистой поверхности, а на северо-востоке гористой.
Граница Кулябского бекства на севере и северо-западе соприкасалось с Бальджуанским бекством, на западе — с Кургантюбинским, на юге и юго-востоке по реке Пядж — Афганистаном, на северо-востоке — с Дарвазским бекством. Общая площадь бекства равнялась 4750 кв. верстам (54 тыс. км²).

## История
В конце XV века Хуттал относился к числу вилайетов, зависимых от Гиссара. Когда в 1497—1498 годы бек Хусрау-шах захватил власть в Гиссаре, то пожаловал Хутталян своему брату Вели-беку.

#### При династии Шейбанидов (1501—1599)
В 1504—1505 годы Хуттал был захвачен основателем новой узбекской династии Шейбанидов Шейбани-ханом и им был убит здешний наместник
Вели-бек.
В 1511—1512 годы, узбекские отряды в Гиссаре, после ожесточённого сражения с Бабуром были разбиты на голову. Этот успех обеспечил Бабуру временное овладение не только Гиссаром, но и Кулябом, Кундузом и Бадахшаном.
В 1545 году, Хумаюн, наследный сын Бабура, передал Кулябский вилайет своему опальному брату — Камрану. Но спустя год, Камран ушёл из Куляба и продолжил свою опальную борьбу против Хумаюна.
В 1585 году, Куляб в очередной раз был присоединён к владениям Шейбанидов бухарским ханом — Абдулла-ханом II (1583—1598).

#### При династии Мангытов (1756—1920)
В 20-е и 30-е годы XIX века, Куляб на некоторое время поочерёдно был захвачен правителями ханств Кундузского — Мурад-беком и Кокандского — Мадали-ханом (1822—1842).
После воцарения на престол бухарского эмира Музаффара (1860—1885), некоторые полузависимые беки восточных бекств эмирата сделали попытку стать абсолютно независимыми и в 1863—1865 годы эмир устранил их сопротивление сделав походы на восточные бекства, куда входил и Кулябское.
После падения Самарканда в 1868 году, Сеид Абдумалик, наследник и собственный сын эмира поднял знамя восстания в Гиссаре против своего отца. С феодальным мятежом сочетался момент освободительной борьбы, поднятое населением восточных территорий эмирата против царского завоевания. В Гиссар стали со всех сторон стекаться «борцы за веру». В Гиссаре и других вилайетах были смещены наместники эмира Музаффара от чего не остался в стороне и кулябский бек.
Территориальное уменьшение пределов Бухарского эмирата в силу Русско-бухарского договора 1868 года было вскоре компенсировано очередным и окончательным присоединением территорий Восточной Бухары на которой входило и Кулябское бекство. До 70-х годов XIX века данные бекства и шахства являлись полузависимыми Бухарскому эмирату.
По историческим данным известно, что 21 января 1870 года на столицу Хивинского ханства прибыл посол из Бухары с известием о взятии Музаффаром Гиссара и Куляба. Война продолжалось 6—7 месяцев, причём с обеих сторон погибло много мусульман.
Экономически Памирское разграничение 1895 года было невыгодно для населения Куляба, Шугнана, Рошана и Бадахшана потому, что Куляб был отделён в политическом отношении от областей, с которым он всегда был связан экономически. Согласно Лондонского договора 1895 года Кулябское бекство к западу от Бадахшана, так и к востоку от него Шугнан и Рошан были оставлены к Бухарскому эмирату, а само же Бадахшанское ханство к Эмирату Афганистан, хотя дорога из Куляба в Шугнан всегда шла через Бадахшан, а не через труднопреодолимое бекство Бухарского эмирата — Дарваз. Этим противоестественным разграничением были тяжело нарушены интересы соответствующих областей.
Кулябский бек чувствовал себя «почти независимым властителем» и вплоть до 1920 года жил на счёт населения, не получая никакого жалованья.
В начале XX века, в связи с происходившими в Иране и Турции революционными событиями в ряде мест Кулябского и Гиссарского бекств, особенно в городе Куляб, вспыхнули волнения, руководимые консервативными элементами и направленные, в основном, против «новшеств» в Бухарском эмирате, как протест против событий в Иране и Турции и на поддержку ислама. В Кулябе бек вынужден был скрыться от толпы и спрятаться во дворце.

## Население
Основным населением бекства были таджики и узбеки занимавшиеся земледелием и скотоводством.
Из узбекских племён, в Кулябском бекстве обитали главным образом «многочисленное и сплочённое» племя локайцев, а также кесамиров (один из родов катаганов, и, немногое количество кавчинов или каучинов. В 1915 году, Куляб произвёл на путешественника Р. Ю. Рожевица впечатление самого благоустроенного города после Бухары, «где во всём виднеется европейская цивилизация». По историческим сведениям, у узбеков Куляба были помещения для гостей, устроенные на европейский лад.
Любопытно отмеченный Д. Н. Логофетом факт переселения киргизов из русских пределов на восточные бекства Бухарского эмирата, в числе которых был и Кулябское, где им приходилось платить подати в одно и то же время русскому правительству, хотя и через посредство гиссарского кушбеги, и бухарскому.

## Экономика
В бекстве производился хлеб, известный под названием «Кулободи», и все среднеазиатские плоды. Большое количества льна из Куляба доставлялось на маслобойные заводы Каршинского бекства.
Имелись месторождения соли. Функционировало кустарное производство бумажных тканей и паласов.
По караванной дороге Куляб — Байсун — Гузар велась оживлённое движение караванов с льном, пшеницею, кунжутом, шерстью, кожами и прочими в течение всего лета. Населением эмирата была устроена колёсная дорога в Куляб из Керкинского бекства, которая являлось довольно значительной для провоза товаров.